# Кайнар (Иссык-Кульская область)
Кайнар (кирг. Кайнар) — село в Джети-Огузском районе Иссык-Кульской области Кыргызстана. Входит в состав Кызыл-Сууский аильного округа. Код СОАТЕ — 41702 210 845 03 0.

## Население
По данным переписи 2009 года, в селе проживало 255 человек.